# Епархия Алменары
Епархия Алменары (лат. Dioecesis Almenarensis) — епархия Римско-Католической церкви с центром в городе Алменара, Бразилия. Епархия Алменары входит в митрополию Диамантины. Кафедральным собором епархии Алменары является церковь святого Иоанна Крестителя.

## История
28 марта 1981 года Римский папа Иоанн Павел II издал буллу «Quoniam omnis Pastorum», которой учредил епархию Алменары, выделив её из епархий Арасуаи и Теофилу-Отони.

## Ординарии епархии
- епископ José Geraldo Oliveira do Valle (10.05.1982 — 31.08.1988);
- епископ Diogo Reesink (2.08.1989 — 25.03.1998), назначен епископом Теофилу-Отони;
- епископ Hugo María Van Steekelenburg (23.06.1999 — 19.06.2013)
- епископ José Carlos Brandão Cabral (19.06.2013[1] — по настоящее время).

## Источник
- Annuario Pontificio, Libreria Editrice Vaticana, Città del Vaticano, 2003, ISBN 88-209-7422-3
- Булла Quoniam omnis Pastorum  (лат.)